# Isso (Lombardia)
Isso (lombardul: Iss) település Olaszországban, Lombardia régióban, Bergamo megyében. Lakosainak száma 598 fő (2023. január 1.). Isso Barbata, Fara Olivana con Sola, Covo, Camisano és Castel Gabbiano községekkel határos.

## Népesség
A település lakossága az elmúlt években az alábbi módon változott:
| Lakosok száma | 644  | 638  | 598  |
|               | 2017 | 2018 | 2023 |